# Široki prozor
Široki prozor je treća knjiga u seriji Niz nesretnih događaja. Potpisuje je Daniel Handler pod pseudonimom Lemony Snicket.

## Radnja
Siročad Baudelaire dolazi kod novog skrbnika. Ovog puta, to je teta Josefina, koja živi iznad Plačnog jezera u kojem je njen muž poginuo kada su ga napale plačne pijavice. Josefina je opsjednuta gramatikom i boji se svega u kući. Štednjaka koji bi se mogao zapaliti, telefona zbog kojeg bi je mogla stresti struja itd.
Baudelairovima se ne sviđa nova okolina,no sretni su samo što su sigurni od grofa Olafa. No taj osjećaj sigurnosti ne potraje dugo jer Josefina upoznaje jednonogog kapetana Shama prema kojem počne osjećati veliku simpatiju. Djeca ga prepoznaju kao grofa Olafa, ali ponovno im nitko ne vjeruje.
Nakon nekog vremena, kada su se djeca vraćala iz kupnje naišli su u Josefininoj knjižnici razbijen široki prozor i Josefininu oproštajnu poruku u kojoj piše da djecu ostavlja kapetanu Shamu. Baudelairovi ne mogu vjerovati i misle da je sve izgubljeno. No Klaus primijeti da je Josefina napravila nekoliko gramatičkih pogrešaka. On sve pogreške spoji u jednu rečenicu, Ledena špilja.
No u tom trenutku uragan udari u Josefininu trošnu kućicu i baci je s litice. Djeca jedva prežive nakon čega jedrilicom pređu preko Plačnog jezera. Kada dođu do Paklene špilje tamo pronađu uplakanu tetu Josefinu koja im objasni da je Sham nagovorio da napiše onu poruku. Svi troje se vrate na jedrilicu, no teta Josefina je jela prije odlaska. To osjete i lažne pijavice koje odmah napadnu i pojedu Josefinu. Nakon toga dolazi i kapetan Sham koji ih dovede na sigurno i reče gospodinu Pou da će se on od sada brinuti za siročad. Gospodin Poe to i dozvoli, no Sunčica zagrize Shamovu umjetnu drvenu nogu i povuče je otkrivši tako njegovu pravu nogu s tetovažom oka. Olaf pobjegne ostavljajući Siročad u skrbništvu gospodina Poa, koji će im sada naći nove skrbnike.